# Ernst Geibel
Ernst Geibel (geboren 1877 in Hannover; gestorben nach 1942) war ein deutscher Buchhändler, Antiquar und Verleger.

## Leben

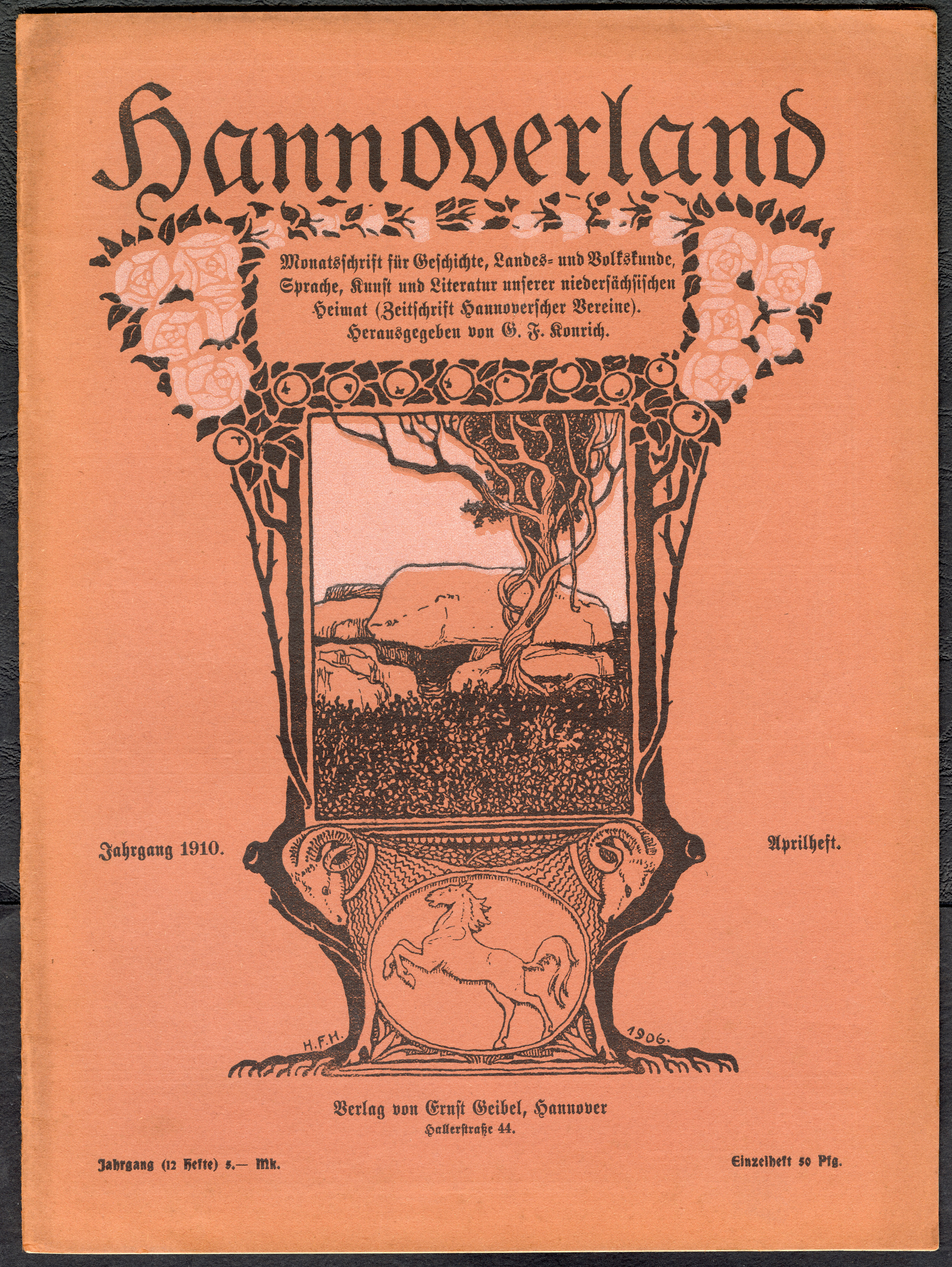
Titelblatt der Zeitschrift Hannoverland ... im Jugendstil mit dem Künstler-Monogramm H.F.H des Jahrganges 1910, „Aprilheft“

Ernst Geibel hatte 1897 in Göttingen ein Bücher-Antiquariat eröffnet, das sich wohl ab 1908 und noch in den 1930er Jahren in der Weender Straße 68 befand.
1906 gründete Geibel zudem in Hannover ein Antiquariat und einen Verlag, über den er beispielsweise die auf dem Höhepunkt der Heimatbewegung im Jahr 1907 erstmals erschienene und durch den Redakteur Georg Friedrich Konrich gegründete Zeitschrift Hannoverland. Monatsschrift für Geschichte, Landes- und Volkskunde, Sprache, Kunst und Literatur unserer niedersächsischen Heimat herausgab.
Von seiner hannoverschen Firma aus gründete Geibel 1909 eine Zweigstelle in Göttingen.
1914 fand sich Geibels Buchhandlung in Hannover in der Hallerstraße 44.
1920 wurde Ernst Geibel im Göttinger Einwohnerbuch als Verlags-Buchhändler an der Weender Straße 68 gelistet.
1925 wird die Buchhandlung nebst Antiquariat Geibel & Hohl in der oben erwähnten Weender Straße 68 erfasst, besaß jedoch zudem ein Lager im Hinterhaus der Langen Geismarstraße 49. Inhaber waren Erich Hohl und Ernst Geibel, der damals in der Bühlstraße 7 wohnte. Im Adressbuch befindet sich dabei auch eine Werbeanzeige: Geibel & Hohl. Buchhandlung und Antiquariat. Moderne Sortimentshandlung / Geschenkwerke / Klassiker / Belletristik / Universitätsliteratur / Größtes Antiquariatslager Nordwestdeutschlands. Eintrag und Werbeanzeige finden sich unverändert in den Ausgaben des Einwohnerbuchs 1927 und 1928. Erich Hohl wurde 1920 im Adressbuch als Buchhändler und Antiquar in der Güterbahnhofsstraße 5 verzeichnet. 1928 lebt er als Buchhändler und Mitinhaber der Fa. Geibel & Hohl in der Mühlenstraße 2.
Auch 1932 befindet sich Buchhandlung und Antiquariat Geibel & Hohl befindet unverändert in der Weender Straße 68 mit Ernst Geibel (ohne Erich Hohl) als Inhaber, dieser wohnte zum damaligen Zeitpunkt im Haus Am Weißen Steine 22. Am 16. Februar 1933 wird Heinz Model Inhaber der Buchhandlung Geibel & Hohl und Ernst Geibel als Inhaber aus dem Handelsregister gestrichen. 1937 lebt Ernst Geibel als Buchhändler unter der Anschrift Nikolausberger Weg 120. Eine Buchhandlung Geibel & Hohl wird hier unter der bekannten Adresse jedoch mit der Inhaberschaft von Gerstung und Lehmann. Zwischen 1937 und 1939 veräußerte Ernst Geibel sein Antiquariat an Heinz Querfurt, dessen Witwe Dorothea Opitz 1941 mit wohl Mitte Zwanzig das Geschäft von ihrem verstorbenen Mann übernahm und weiterführte.
Ernst Geibel, der noch im Göttinger Einwohnerbuch 1939 auch als Inhaber der Firma Dieterichsche Universitätsbuchhandlung Eidner u. Querfurth (Franz-Seldte-Str. 25, ab 1945: Theaterstraße) geführt wurde, übersiedelte mit seiner Familie 1942 – ohne dass es Hinweise auf eine politische Verfolgung gäbe – nach Obermusbach bei Freudenstadt im Schwarzwald über.
1948 fand sich das Göttinger Antiquariat in der Weender Straße 80, dort auch die Inhaberin Dorothea Querfurt als Mitinhaber die ebenfalls mit Sitz in Göttingen handelnde Dieterich'sche Universitätsbuchhandlung Eidner & Querfurt. Zuletzt hatte das Antiquariat Ernst Geibel ihren Sitz in der Burgstraße 11 in Göttingen, in sehr prominenter Lage am Wilhelmsplatz. Das Antiquariat, betrieben von Dorothea Opitz, nutzte dort beide Etagen des Hauses, öffnete jedoch die obere Etage lediglich an Samstagen und bot dort besonders günstige, jüngere Ankäufe direkt aus der Bananenkiste an. So war es besonders bei Studierenden beliebt, doch auch Schriftsteller suchten bei Besuchen in Göttingen regelmäßig das Antiquariat Geibel bzw. Frau Opitz auf. So wird berichtet, dass Arno Schmidt bei Aufenthalten in Göttingen, stets dort zu finden war.
1958 gehörte Dorothea Opitz-Querfurt zu den Gründungsmitgliedern der Gesellschaft für christlich-jüdische Zusammenarbeit in Göttingen und wird in diesem Zuge als namhafte Persönlichkeit aus Gesellschaft und Politik Göttingens beschrieben. Auch 1964 gehörte sie dessen Vorstand noch an. Sie lebte zu diesem Zeitpunkt in der Ewaldstraße 6.
Die Firma war noch im Jahr 2017 beim Amtsgericht Göttingen im Handelsregister unter dem Aktenzeichen HRA 1503 als inaktiv registriert.

## Weitere verlegte Werke (Auswahl)
- Hermann Löns: Mein grünes Buch. Jagdschilderungen, 1908
- mehrere Publikationen der Männer vom Morgenstern
- Ausgaben der Zeitschrift des historischen Vereins für Niedersachsen.
- Ausgaben der Hannoverschen Geschichtsblätter
- Publikationen des Heimatbundes Niedersachsen
- Jacobus Reimers: Handbuch für die Denkmalpflege,  hrsg. von der Provinzial-Kommission zur Erforschung und Erhaltung der Denkmäler in der Provinz Hannover. Überarbeitete 2. Auflage 1911; 3., umgearbeitete und vermehrte Auflage [ca. 1913], 4.; umgearbeitete und vermehrte Auflage [ca. 1917].